# 법과대학원입학위원회
법과대학원입학위원회(Law School Admission Council, LSAC)는 미국, 캐나다와 호주 200개 이상의 인가 받은 법과대학원(로스쿨)의 입학을 관장하는 비영리 단체이다. 펜실베이니아주 뉴타운에 본부를 두고 있으며 LSAT(법과대학원 입학시험)을 실시하는 것으로 널리 알려져 있다. 그 밖에도 법과대학원 입학자료 서비스(Law School Data Assembly Service. LSDAS) 등을 운영하고 있으며 LSAT 기출문제, 법과대학원 가이드 등을 출판 판매하고 있다.
각 법과대학원 대표가 통일된 입학시험 개발을 위해 위원회가 설립되었으며 1968년에 법과대학원 입학위원회가 정식으로 뉴욕주에 설립되었다. 현재 200개가 넘는 미국, 캐나다 및 호주의 법과대학원이 회원으로 있다.

## 같이 보기
- LSAT
- 미국 변호사 협회